# Cmentarz żydowski w Przecławiu
Cmentarz żydowski w Przecławiu – kirkut został zdewastowany przez hitlerowców podczas II wojny światowej, nie zachowały się na nim żadne macewy. Ma miejscu dawnej nekropolii mieści się obecnie dzikie wysypisko śmieci.